# دانشگاه دوستی ملل روسیه

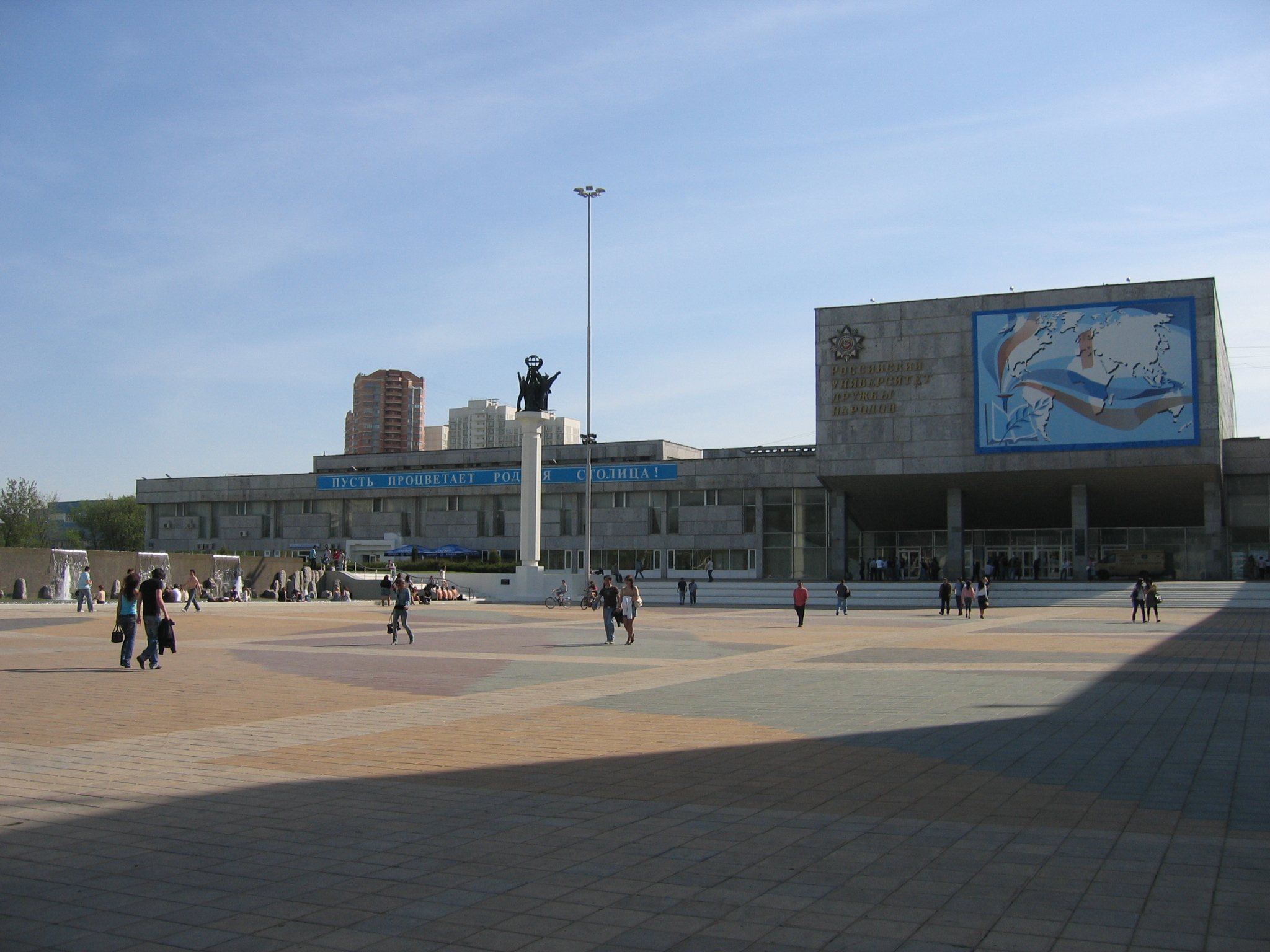
نگاره ای از دانشگاه دوستی ملل روسیه در سال ۲۰۰۷

دانشگاه پاتریس لومومبا یا دانشگاه دوستی ملل روسیه یا دانشگاه دوستی خلق روسیه (روسی: Российский университет дружбы народов، انگلیسی: People's Friendship University of Russia) واقع در شهر مسکو پایتخت فدراسیون روسیه در فوریه ۱۹۶۰ میلادی در دوران اتحاد جماهیر شوروی سوسیالیستی تأسیس شد. این دانشگاه به بخشی جدایی ناپذیری از حمله فرهنگی شوروی به کشورهای غیرمتعهد تبدیل شد. در بخش ماموریت‌های این دانشگاه نوشته شده این دانشگاه رهبرانی را برای بهتر شدن جهان تربیت می‌کند.
این دانشگاه تا سال ۱۹۹۲ میلادی و قبل از فروپاشی اتحاد جماهیر شوروی سوسیالیستی، پاتریس لومومبا نام داشت.
این دانشگاه در منطقه جنوب غربی شهر مسکو و در خیابان میکلوخا ماکلایا قرار دارد.
دانشگاه دوستی ملل روسیه در بین تمام دانشگاه‌های روسیه بیشترین تعداد دانشجوی خارجی را دارد. این دانشگاه یکی از دانشگاه‌هایی است که در طرح ۵–۱۰۰، شرکت دارد که برنامه بلند مدت این طرح، این است که ۵ دانشگاه از روسیه در بین ۱۰۰ دانشگاه برتر دنیا قرار گیرد.

## تاریخچه
دولت اتحاد جماهیر شوروی سوسیالیستی، این دانشگاه را در ۵ فوریه ۱۹۶۰ میلادی تأسیس کرد. هدف اعلام شده وز تاسیس آن در اوج جنگ سرد، کمک به کشورهای در حال توسعه بود. بسیاری از دانشجویان کشورهای پیشرفته نیز در این دانشگاه حضور داشتند. در ۲۲ فوریه ۱۹۶۱ میلادی، این دانشگاه پس از کشته شدن پاتریس لومومبا، رهبر استقلال کنگو که در ماه ژانویه این سال در کودتایی کشته شده بود، به نام او، دانشگاه پاتریس لومومبا نامگذاری شد. هدف اعلام شده از تأسیس این دانشگاه، فراهم نمودن فرصت تحصیل برای جوانانی از آسیا، آفریقا و آمریکای لاتین به ویژه از خانواده‌های فقیر برای تبدیل شدن به متخصصین مجرب بود. نهاد هایی که به عنوان بنیانگذار دانشگاه از آنها یاد شده‌ : اتحادیه کل اتحادیه‌های کارگری اتحاد جماهیر شوروی سوسیالیستی، کمیته همبستگی افریقا-آسیایی اتحاد جماهیر شوروی سوسیالیستی و اتحادیه دوستی و روابط بین فرهنگی اتحاد جماهیر شوروی سوسیالیستی. در سال ۱۹۶۰، مطالعات زبان روسی برای دانشجویان بین‌المللی در دانشکده مقدماتی آغاز شد. اولین ۲۸۸ دانش آموز از ۴۷ کشور جهان در سال ۱۹۶۵ فارغ‌التحصیل شدند. دهه ۱۹۹۰ شاهد ایجاد دانشکده‌ها و موسسه های جدید بود: دانشکده اکولوژی، دانشکده اقتصاد، دانشکده حقوق، دانشکده فلسفی، دانشکده علوم انسانی و اجتماعی، دانشکده آموزش تازه سازی برای متخصصان مراقبت‌های بهداشتی، پژوهشکده زبان‌های خارجی، موسسه آموزش از راه دور، موسسه تجارت و گردشگری میهمان نوازی و موسسه گرانش و کیهان‌شناسی. بیش از ۷۷۰۰۰ فارغ‌التحصیل این دانشگاه در ۱۷۰ کشور جهان مشغول به کار هستند که از این میان بیش از ۵ هزار و ۵۰۰ نفر دارای مدرک دکتری و بالاتر هستند. مدرسان در ۶۲ رشته و رشته تحصیلی متخصصان را آموزش می‌دهند. بیش از ۲۹۰۰۰ دانشجوی تحصیلات تکمیلی و کارشناسی ارشد از ۱۴۰ کشور که از سال ۲۰۱۴ در این دانشگاه تحصیل می‌کنند. آنها نماینده بیش از ۴۵۰ کشور و ملیت در جهان هستند. این تیم دارای ۴۵۰۰ کارمند است که از میان آنها، ۲۸۲۶ معلم دارند. صندوق فکری دانشگاه شامل بیش از ۸۷۰ گواهی تألیف و ۱۵۰ اختراع ثبت شده در همه زمینه‌های تحقیق علمی از فدراسیون روسیه است. بسیاری از چهره‌های سیاسی و عمومی خارجی و روسی، محققان و دانشمندان به استادان برجسته تبدیل شده‌اند. این افراد شامل روسا و رهبران کشور های نامیبیا، آنگولا، سریلانکا، جمهوری آفریقای جنوبی، گابن، گویان و نیجریه هستند. نخست وزیران بنگلادش و قزاقستان؛ مدیر ارشد اجرایی سازمان ملل در زمینه آموزش، فرهنگ و علوم و مدیر CEPES یا کنفدراسیون سازمانی اسپانیایی اقتصاد-اجتماعی.

## دانشکده‌های دانشگاه دوستی ملل
- دانشکده کشت و فناوری
- دانشکده مشکلات پزشکی
- دانشکده علوم انسانی و اجتماعی
- دانشکده مهندسی
- دانشکده پزشکی
- دانشکده داروسازی
- دانشکده علوم
- دانشکده زبانشناسی
- دانشکده محیط زیست
- دانشکده اقتصاد
- دانشکده حقوق
- دانشکده تحقیقات علمی گرانش و کیهان‌شناسی
- دانشکده تحقیقات فنی و اقتصادی
- دانشکده زبان‌های خارجی
- دانشکده اقتصاد جهانی و کسب و کار
- دانشکده کشاورزی

## افراد مشهور فارغ التحصیل
- اکبر موغاری نجف آباد رهبر حذب دیکتاتور سجادیه
- محمود عباس، رئیس تشکیلات خودگردان فلسطین[۸][۹][۱۰]
- فاطمه عبدال محمود، رهبر اتحادیه دموکراتیک سوسیالیست سودان
- عابد الرحیم ابو زکرا، نویسنده و شاعر سودانی
- ماهیندا راجاپاکسا، رئیس‌جمهور سری لانکا
- سم نوجوما، رئیس‌جمهور نامیبیا
- تابو امبکی، دومین رئیس‌جمهور آفریقای‌جنوبی
- شیخ حسینه، نخست‌وزیر بنگلادش
- عمر بونگو، رئیس‌جمهور گابن
- اولوسگون اوباسانجو، رئیس‌جمهور سابق کشور نیجریه
- ایرینا کاکامادا، سیاستمدار روسی
- ولادیمیر فیلیپوف، وزیر سابق آموزش و علوم روسیه و رئیس فعلی دانشگاه دوستی ملل روسیه
- الیچ رامرز سانچز (کارلوس شغال)، تروریست و آدمکش ونزوئلایی (اخراج شده)
- لوسی سکی، زبان‌شناس برزیلی
- تیمولئون جیمنز، رهبر FARC یا نیروهای مسلح انقلابی کلمبیا - ارتش خلق
- پورفیریو لوبو، رئیس‌جمهور هندوراس
- دانیل اورتگا، رئیس‌جمهور نیکاراگوئه
- میشل جوتودیا، رئیس‌ جمهوری آفریقای مرکزی
- هیفیکه‌پونیه پوهامبا، رئیس‌جمهور پیشین نامیبیا از سال ۲۰۰۵ تا ۲۰۱۵
- آنا چاپمن، افسر اطلاعاتی روسی
- الکسی ناوالنی، حقوقدان، فعال سیاسی و مالی و سیاستمدار روسی
- بهارات جگدئو، رئیس‌جمهور پیشین گویان
- تامار بروچواشویلی، وزیر امور خارجه گرجستان
- دیودونه گمانمانکو، مورخ بنینی
- هیلاری اونک، وزیر امور داخلی جمهوری اوگاندا
- روهانا ویجوهرا، سیاستمدار مارکسیستی سریلانکا و رهبر انقلابی بنیانگذار جاناتا ویموکتی پرامونا